# Marien-Magdalenen-Kirche (Naumburg)

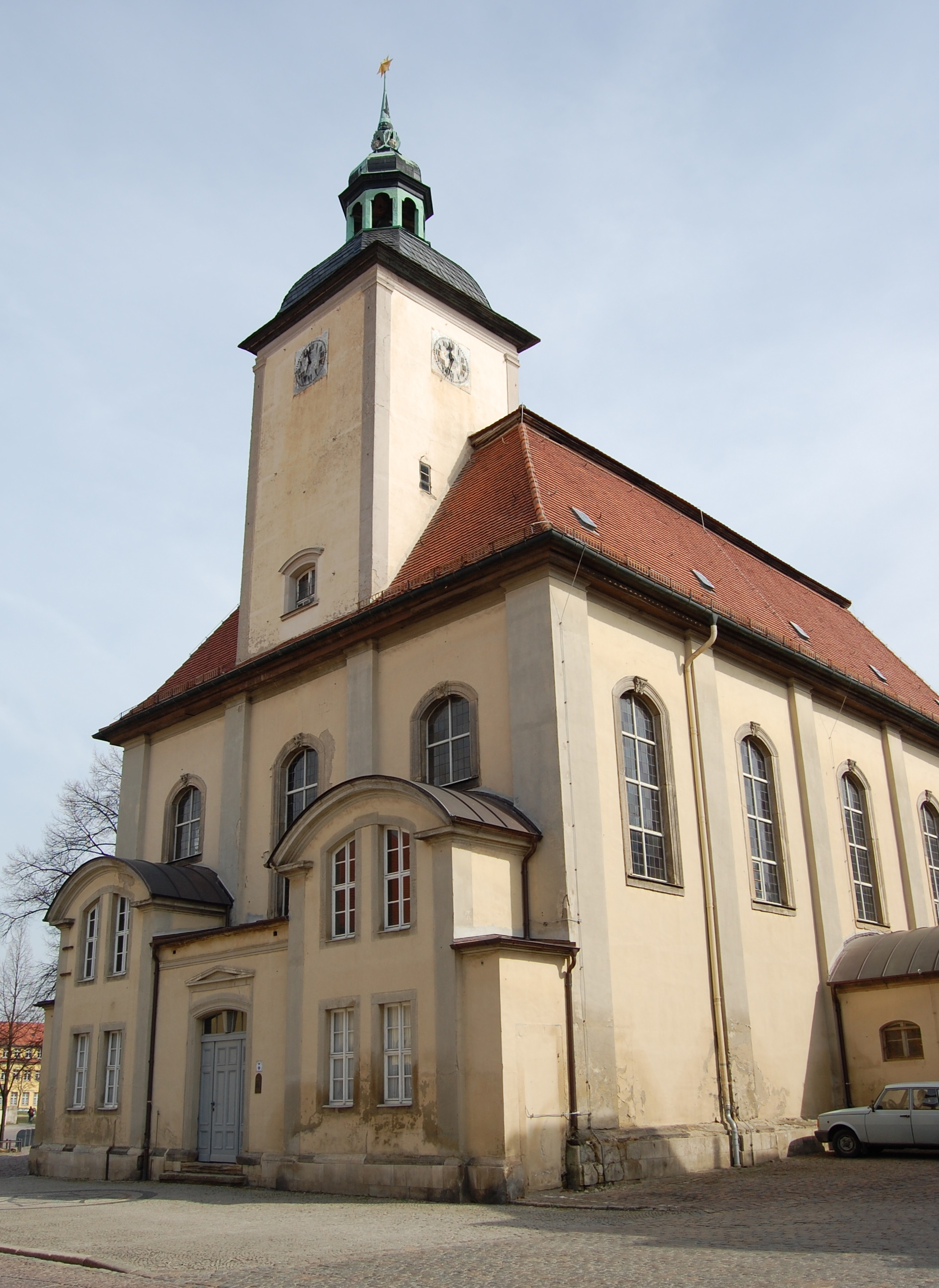
Maria-Magdalenen-Kirche

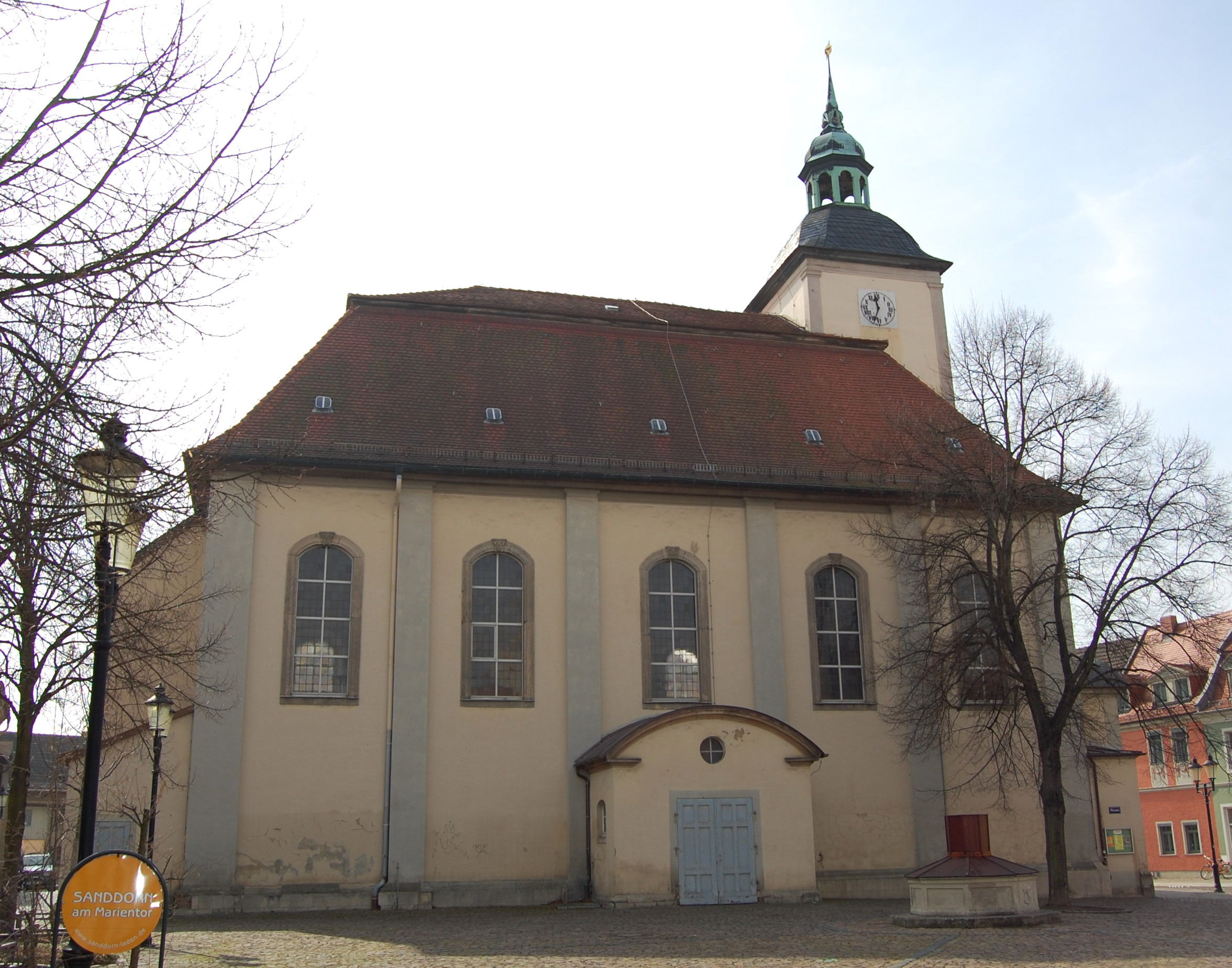
Blick auf die Nordseite

Die Marien-Magdalenen-Kirche ist eine evangelische Kirche in der Stadt Naumburg in Sachsen-Anhalt.

## Geschichte
Die Kirche wurde als Hospitalkirche bereits in der ersten Hälfte des 12. Jahrhunderts begründet, jedoch 1544 wieder geschlossen. Das heutige Gebäude entstand ab 1712 als Friedhofskirche. Die Weihe fand 1730 statt. Ab 1752 erfolgte dann eine Nutzung als Pfarrkirche. In der Zeit der napoleonischen Besetzung wurde die Kirche profaniert. Nach der Beseitigung von eingetretenen Schäden wurde die Kirche 1821 jedoch wieder eingeweiht und kirchlich genutzt. In den Jahren 1901/1902 fand durch Karl Memminger eine Restaurierung des Gebäudes statt. Eine weitere Instandsetzung erfolgte dann 1971.

## Architektur

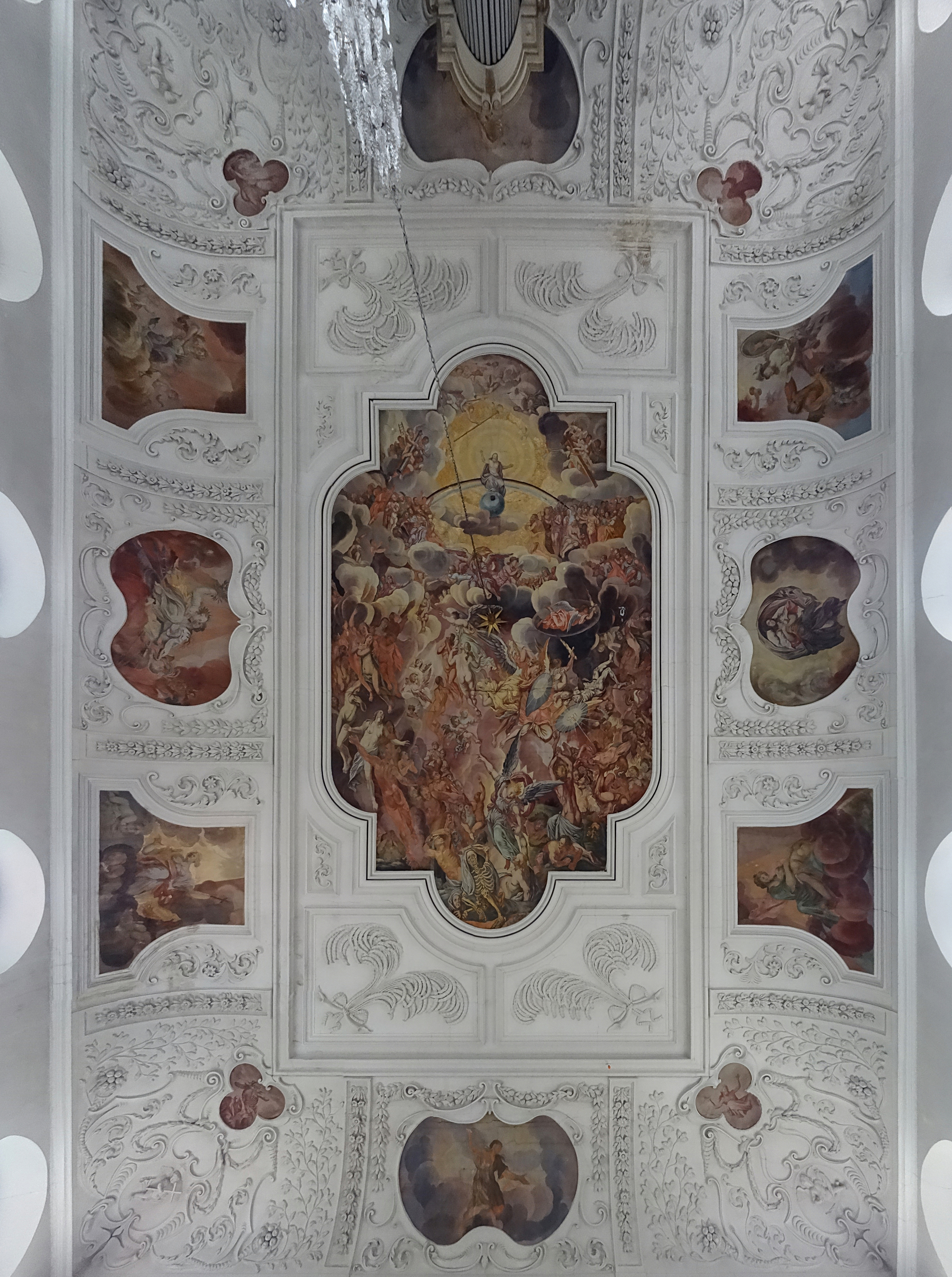
Die Spiegeldecke

Das heutige Kirchengebäude zeigt sich im barocken aber schlichten Stil. Die Kirche ist einschiffig auf rechteckigem Grundriss und verfügt über große Stichbogenfenster, die sich zwischen Pilastern befinden. Westlich des Schiffs befindet sich ein als Eingangsbereich dienender zweistöckiger Vorbau mit schlichter Fassade. Darüber befindet sich ein Turm mit quadratischem Grundriss sowie Haube und Laterne. Auf der Ostseite bestehende Anbauten wurden 1901/1902 verändert.
Das Kircheninnere wird von einer Spiegeldecke mit Stuckaturen überspannt, die dem Italiener Bernhardo Brentani zugeschrieben werden und 1718 fertiggestellt wurden. Ein mittig befindliches Fresko stellt das Jüngste Gericht dar. Drumherum gruppieren sich weitere Fresken, die die Seligkeiten, Christus, den Tod sowie Himmel und Hölle zeigen. Die Fresken wurden 1727 von Wilhelm Rössel vollendet.
Von der Kirche leitet das etwas weiter nördlich gelegene Marientor seinen Namen ab.

## Ausstattung
Die Kanzel ist von Muschelnischen gerahmt und befindet sich an der östlichen Wand.
Bemerkenswert ist ein den 1761 verstorbenen Ratsassessor Christian Kehrbach zeigendes Gemälde.

### Orgel

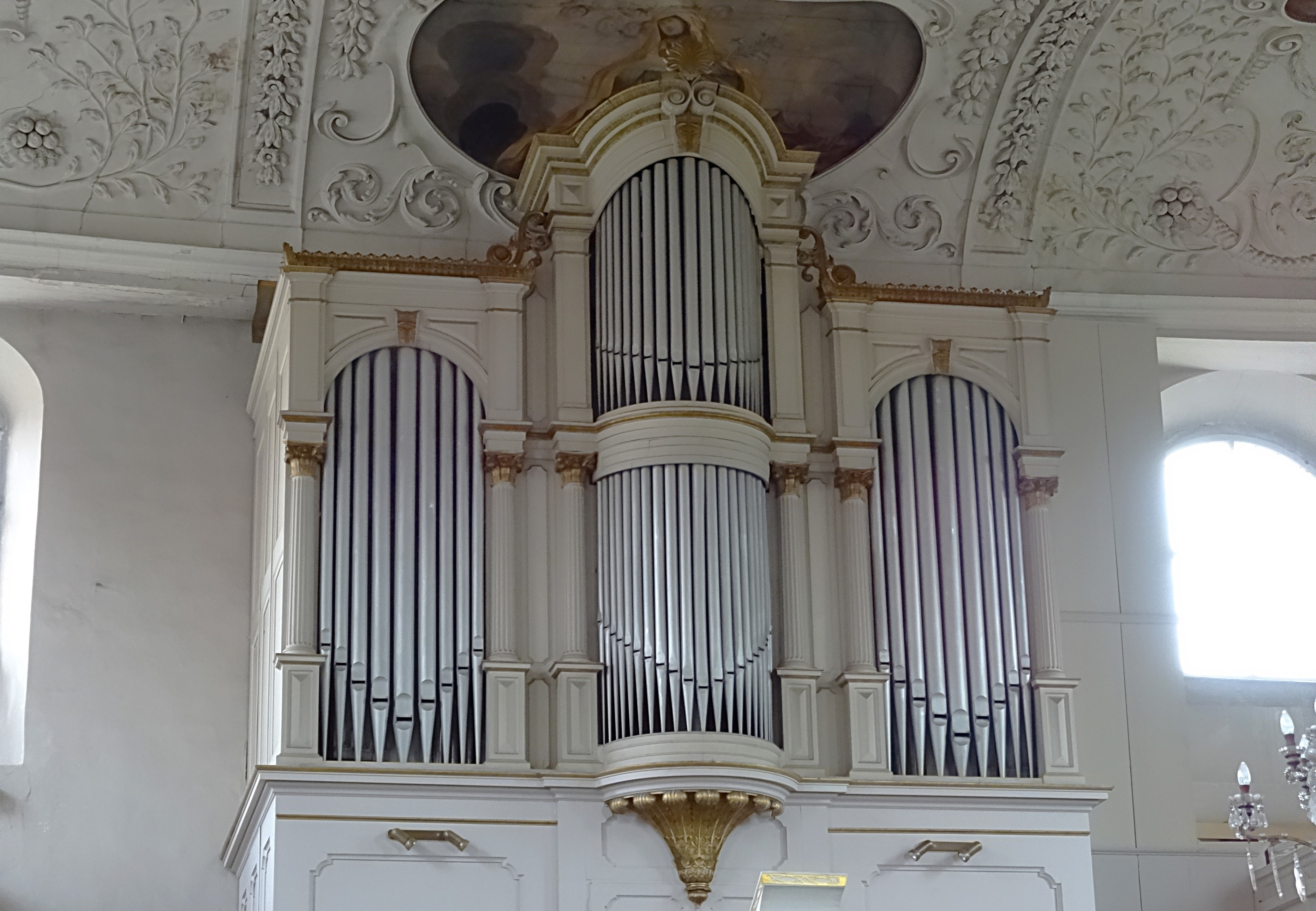
Die von Friedrich Ladegast umgebaute Orgel in der Marien-Magdalenen-Kirche zu Naumburg

1783 bis 1785 wurde auf der im klassizistischen Stil gestalteten Hufeisenempore die Orgel von Christian Friedrich Poppe geschaffen. 1869 baute der Orgelbauer Friedrich Ladegast ein neues Werk in das Gehäuse. Das Instrument wurde seitdem nicht verändert. Es hat 23 Register auf zwei Manualen und Pedal.
| I Hauptwerk C–f3 |             |         |
| 1.               | Bordun      | 16′     |
| 2.               | Principal   | 08′     |
| 3.               | Rohrflöte 0 | 08′     |
| 4.               | Flöte       | 08′     |
| 5.               | Gambe       | 08′     |
| 6.               | Principal   | 04′     |
| 7.               | Gedack      | 04′     |
| 8.               | Quinte      | 02 ⁄3′  |
| 9.               | Oktave      | 02′     |
| 10.              | Terz        | 01 3⁄5′ |
| 11.              | Mixtur V    |         |

| II Oberwerk C–f3 |                    |     |
| 12.              | Lieblich Gedackt 0 | 16′ |
| 13.              | Lieblich Gedackt   | 08′ |
| 14.              | Flauto traverso    | 08′ |
| 15.              | Viola d’amore      | 08′ |
| 16.              | Dolcissimo         | 08′ |
| 17.              | Principal          | 04′ |
| 18.              | Flöte              | 04′ |

| Pedalwerk C–d1 |              |         |
| 19.            | Subbass      | 16′     |
| 20.            | Violon       | 16′     |
| 21.            | Cello        | 08′     |
| 22.            | Bassquinte 0 | 05 1⁄3′ |
| 23.            | Posaune      | 16′     |

- Koppeln: II/I, I/P